# 8 травня
8 тра́вня — 128-й день року (129-й у високосні роки) в григоріанському календарі. До кінця року залишається 237 днів.

## Свята і пам'ятні дні

### Міжнародні
- ООН: Дні пам'яті та примирення, присвячені пам'яті жертв Другої світової війни. Відзначається щорічно згідно з Резолюцією Генеральної асамблеї ООН (№A/RES/59/26 від 22 листопада 2004 р.)[1]
- Міжнародний день Червоного Хреста і Червоного Півмісяця. Відзначається щорічно в день народження Анрі Дюнана (1828—1910), засновника Міжнародного руху Червоного Хреста і Червоного Півмісяця

### Національні
- США,  Франція,  Польща,  Чехія: День Перемоги.
- Велика Британія: День Фарі (Furry Dance) — давнє весняне свято у Хелстоні (графство Корнуол).
- Латвія: День розгрому нацизму і пам'яті жертв Другої світової війни.
- Україна: День пам'яті та перемоги над нацизмом у Другій світовій війні 1939 – 1945 років.
- Мексика: День народження Мігеля Ідальго (1753—1811), національного героя Мексики.
- Норвегія: День звільнення, або день ветерана.
- Південна Корея: День батьків.
- США штат Міссурі: День Трумена.

### Релігійні

#### У Римо-католицькій церкві
- Об'явлення Архангела Михаїла на Монте-Гаргано та його заступництво у битві лангобардів з греками[2][3].
- День Святого Станіслава.

#### У Православній церкві[4]
- Апостола і євангелиста Івана Богослова.
- Преподобного Арсенія Великого.
- Преподобних Арсенія Працелюбного та Пімена, посника, Києво-Печерських, в Дальніх печерах.

### Іменини
✝  Католицькі: Віктор, Станіслав, Арсен, Бенедикт, Денис, Іда, Михаїл, Ульрика

✙ Православні: Іван, Арсен 

## Події
- 1541 — іспанський конкістадор і мандрівник Ернандо де Сото відкрив річку Міссісіпі, котру він назвав Річка Святого Духа.
- 1606 — в Москві відбулось весілля Лжедмитра I з Мариною Мнішек.
- 1660 — Карла II проголошено королем Англії, що закінчило 11-літню громадянську війну.
- 1713 — указом Петра I столицю Московського царства перенесено з Москви до Санкт-Петербурга.
- 1773 — у збройній сутичці з турками вбили правителя Єгипту мамлюка Алі Бея (абхаза за походженням).
- 1794 — страчено на гільйотині 51-річного французького хіміка Антуана Лорана Лавузьє, вся вина котрого перед «революційним народом» полягала в тому, що він працював у Генеральному відкупі, установі, що збирала податки. Перед стратою він прохав трохи часу для закінчення досліду, але йому було відмовлено.
- 1838 — у Великій Британії опублікована «Народна хартія» — програма політичних вимог англійського пролетаріату.
- 1842 — поблизу Версаля загорівся потяг, який перевозив вищих діячів Франції, в результаті чого понад 50 осіб загинуло.
- 1846 — американська армія розбила мексиканські війська в битві при Пало-Альто.
- 1847 — шотландський винахідник зі Стонгейвена Роберт Томсон (1822—1873) отримав патент на гумову камеру для коліс[5].
- 1886 — доктор Джон Пембертон з Атланти вперше продав свій лікувальний еліксир. Цей засіб, що продавався через аптеку, мав такий попит, що через три роки його секретну формулу було продано за 2300 доларів — сьогодні його продають по всьому світу під назвою «Coca-Cola».
- 1892 — введена заборона на природні багатства Конго, яка не дозволяла розраховуватись каучуком і слоновою кісткою з іншими державами.
- 1895 — Китай передав Тайвань Японській імперії.
- 1898 — завершилося одиночне навколосвітнє плавання Джошуа Слокама на шлюпі «Спрей».
- 1900 — близько 6 тисяч осіб загинули через ураган і повінь в Гальвестоні (Техас, США).
- 1900 — Андрей (Шептицький) був призначений митрополитом Львівським
- 1902 — під час виверження вулкана Пеле (montagne Pelée) палаюча хмара зруйнувала місто Сен-П'єр на острові Мартиніка. Загинули близько 26 тисяч мешканців, вціліли лише двоє чи троє.
- 1903 — перший справжній дирижабль «Лебоді» здійснив свій перший політ на 37 км.
- 1909 — в Москві урочисто відкрили пам'ятник Миколі Гоголю роботи скульптора Андрєєва.
- 1919 — Центральною Руською Народною Радою укладено Ужгородський меморандум — рішення про приєднання Закарпаття до Чехословаччини.
- 1923 — Велика Британія пред'явила СРСР ряд ультимативних вимог («ультиматум Керзона»), які спершу було відхилено, але згодом частково задоволено.
- 1926 — відбувся перший авіапереліт над північним полюсом.
- 1933
  - Магатма Ґанді почав голодний страйк проти британського панування в Індії.
- 1937 — президент Чехословаччини Е. Бенеш надіслав Сталіну повідомлення з попередженням про підготовку проти нього заколоту серед вищого керівництва Червоної Армії.
- 1940 — Друга світова війна: німецькі командос у формі голландських військових перетнули німецько-нідерландський кордон і взяли під контроль стратегічні мости для наступного просування вермахту.
- 1942
  - Друга світова війна: вермахт розпочав наступ у Криму.
  - Друга світова війна: в Кораловому морі з борту атакованого американського авіаносця «Лексингтон» евакуйовані 2735 осіб — наймасовіша в історії рятувальна операція.
- 1943 — Друга світова війна: закінчилось повстання Варшавського гетто.
- 1944 — Друга світова війна: шеф єврейського відділу гестапо А. Ейхман запропонував союзникам обміняти угорських євреїв на 10 000 вантажівок.
- 1945 — у передмісті Берліна Карлсгорсті представники німецького командування на чолі з фельдмаршалом Кейтелем вдруге підписали акт про беззастережну капітуляцію збройних сил Німеччини, що набрав чинності о 23:01
- 1945 — сотні мирних жителів Алжиру вбиті воїнами французької армії під час Алжирського повстання.
- 1947 — Франція вийшла зі складу Міжнародного валютного фонду.
- 1949 — парламентська рада в Бонні прийняла «Основний закон» (Конституцію ФРН).
- 1951 — Іван Драч опублікував свій перший вірш.
- 1952 — у Москві розпочався судовий процес над керівниками Єврейського антифашистського комітету.
- 1953 — перший французький конвертоплан Сюд-Вест SO 1310 «Фарфаде» здійснив перший політ як гелікоптер.
- 1954 — створена Федерація футболу Азії.
- 1959 — у канадській провінції Онтаріо заборонили покарання ув'язнених биттям.
- 1961 — в Англії засуджено до 42-х років в'язниці 38-літнього дипломата Джорджа Блейка, звинуваченого у шпигунській діяльності на користь СРСР.
- 1962 — у Лондоні перестали ходити останні тролейбуси.
- 1970 — вийшов диск «Let It Be».
- 1973 — закінчилося 71-денне протистояння між федеральною владою та членами Руху американських індіанців, які захопили резервацію Пайн-Ридж.
- 1976 — Шведська група «ABBA» втретє піднялась на першу сходинку британського хіт-параду з піснею «Fernando», яку утримувала протягом місяця.
- 1984
  - Олімпійський комітет Радянського Союзу відмовився направляти команду спортсменів для участі в XXIII Олімпіаді в Лос-Анжелесі. Бойкот обґрунтовувався загрозами насилля стосовно радянських спортсменів, хоча насправді це була політична акція — відповідь за бойкот американцями Московської олімпіади 1980 року.
  - У приміщенні канадського парламенту Денніс Лотьє відкрив автоматний вогонь, вбив трьох і поранив 13 осіб.
- 1988 — у Франції пройшов другий тур президентських виборів, за результатами якого на новий семирічний термін обрано Франсуа Міттерана.
- 1989 — вийшов з друку перший номер «Газети Виборчої» (Варшава).
- 1994 — Азербайджан приєднався до договору про припинення вогню в Карабаху.
- 1996 — внесено зміни до конституції ПАР — надано рівні громадянські права представникам усіх рас. Зулуські націоналісти і білі екстремісти бойкотували парламентське рішення і весь процес департизації країни.
- 2004 — німецька поліція заарештувала 18-літнього творця комп'ютерного вірусу «Sasser».
- 2021 — вибух замінованого автомобіля перед школою в Кабулі, столиці Афганістану, убив щонайменше 55 людей і поранив понад 150.
- 2025 — обрання Папи Римського. Обрано Роберта Френсіса Превоста, який взяв ім'я Лев XIV.

## Народилися

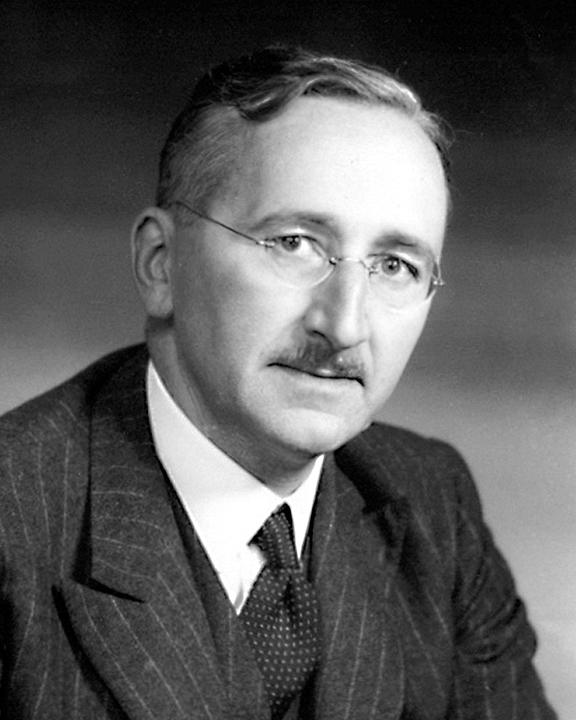
Фрідріх Гаєк

Дивись також Категорія:Народились 8 травня
- 1639 — Гауллі Джованні Батиста, на прізвисько Бачичча, італійський художник епохи бароко, відомий як майстер фрескового і портретного живопису.
- 1657 — Мартин Альтомонте, італійський живописець; з 1684 у Речі Посполитій, придворний живописець Яна III Собеського.
- 1668 — Ален Рене Лесаж, французький письменник (романи «Кульгавий біс» і «Історія Жиль Блаза з Сантільяни»).
- 1884 — Гаррі Трумен, американський президент.
- 1890 — Мойсей Альтман, єврейський письменник.
- Фрідріх Гаєк1899 — Фрідріх Гаєк, видатний економіст Австрійської школи, поборник економічної свободи, лауреат Премії з економіки пам'яті А. Нобеля (1974).
- 1901 — Володимир Софроницький, піаніст, троюрідний племінник українського живописця та іконописця Володимира Боровиковського.
- 1906 — Роберто Росселліні, італійський кінорежисер.
- 1916 — Жуау Авеланж, бразильський футбольний функціонер, президент ФІФА (1974—1998).
- 1917 — Данило Лідер, український художник-сценограф, педагог.
- 1952 — Олег Михайличенко, український педагог, доктор педагогічних наук.
- 1962 — Олесь Ульяненко, український письменник, лауреат малої Шевченківської премії 1997 року.
- 1975 — Енріке Іглесіас, іспанський співак.
- 1982 — Сергій Танчинець, фронтмен гурту Без обмежень.
- 1983 — Маріо Новак, хорватський хокеїст.
- 1983 — Вікі МакКлюр, англійська акторка.
- 1989 — Ліам Брідкатт, англійський футболіст
- 1992 — Олівія Калпо, американська модель і акторка.

## Померли
Дивись також Категорія:Померли 8 травня
- 1671 — Себастьян Бурдон, французький живописець і графік.
- 1782 — Себаштіан де Карвалю, маркіз помбальський, керівник португальського уряду.

- 1794 — Антуан Лоран Лавуазьє, французький вчений, один із засновників сучасної хімії.
- 1809 — Огюстен Пажу, французький скульптор, представник класицизму.
- 1842 — Жуль Дюмон-Дюрвіль, французький мореплавець, океанограф, дослідник південної частини Тихого океану й Антарктики. Розшукав місце загибелі знаменитого мореплавця Жана-Франсуа Гало де Лаперуза.
- 1873 — Джон Стюарт Мілл, британський філософ, політичний економіст.
- 1876 — Георгі Бенковський, один з ватажків національно-визвольного руху болгарського народу проти турецького гніту.
- 1880 — Ґюстав Флобер, французький романіст.
- 1891 — Олена Блаватська, окультна письменниця українського походження, фундаторка Теософічного товариства.
- 1903 — Поль Гоген, французький живописець, скульптор-кераміст і графік. Один з основних представників постімпресіонізму.
- 1904 — Едвард Майбрідж, англійський та американський фотограф і дослідник, відомий вивченням процесу руху та його фіксації, один з винахідників-предтеч кіно.
- 1924 — Гуґо Борхардт, німецький інженер та конструктор стрілецької зброї
- 1936 — Освальд Шпенглер, німецький філософ, історик і культуролог («Присмерк Європи»).

- 1984 — Борис Антоненко-Давидович, український письменник, літературний перекладач, дослідник проблем розвитку й культури української мови, жертва сталінського терору.
- 1988 — Роберт Гайнлайн, американський письменник-фантаст.
- 1995 — Тереза Тенг, одна з найпопулярніших азійських поп-співачок.
- 1999 — Дірк Богард, британський актор.
- 2009 — Ігор Пелих, український журналіст, телепродюсер і ведучий.
- 2012 — Моріс Сендак, американський дитячий письменник, художник-ілюстратор, продюсер, режисер, актор.
- 2015 — Вадим Іллєнко, український кінооператор, кінорежисер.